# Chaquira

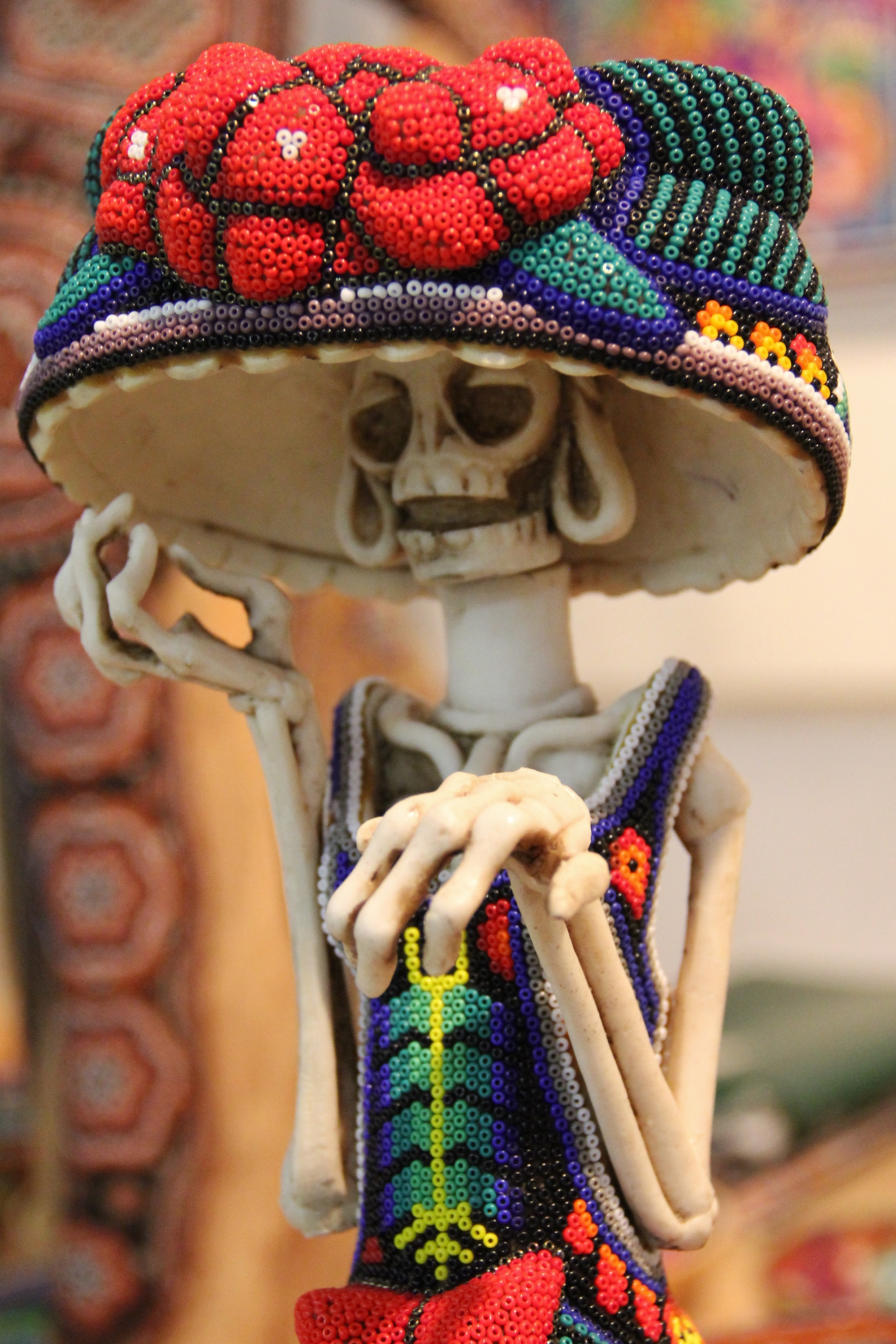
Una catrina con chaquiras en México.

Se denomina chaquira, al arte o artesanía de unir cuentas que también se llaman chaquiras entre sí ensartándolas en un hilo o alambre delgado con una aguja de coser o aguja de chaquira o cosiéndolas en una tela. Las chaquiras se producen en una amplia gama de materiales, formas y tamaños, y varían según el tipo de arte producido. En la mayoría de los casos, el trabajo con chaquiras es una forma de adorno personal (por ejemplo, joyas), pero también suele formar parte de otras obras de arte. En el continente americano, está muy extendido su uso, destacándose las chaquiras ojibwe, huicholes, emberás, pehuenches, ngabes, entre otras.

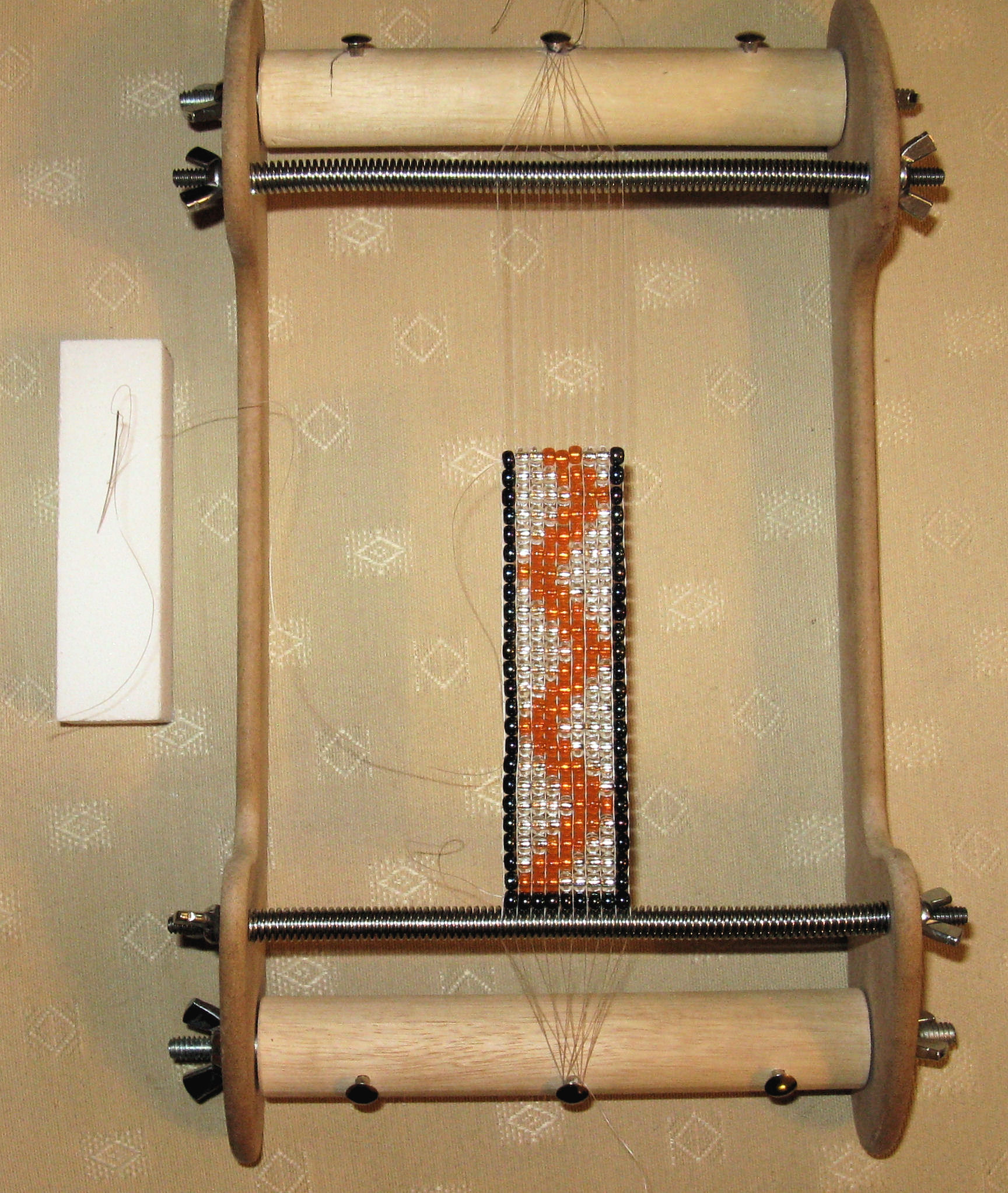
Tejido de chaquiras en un telar. Para hacer una pulsera se utilizan cuentas de semillas negras, dorado y transparentes.

Las técnicas de trabajo con chaquiras se dividen ampliamente en varias categorías, que incluyen tejido en telar y fuera de telar, encordado, bordado con chaquiras, crochet con chaquiras, tejido con chaquiras y frivolité con chaquiras.

## Etimología
La palabra chaquira es de origen americano, quizás de las lenguas chibchenses de Panamá y se registra por primera vez en un diccionario en el año 1620.

## Historia

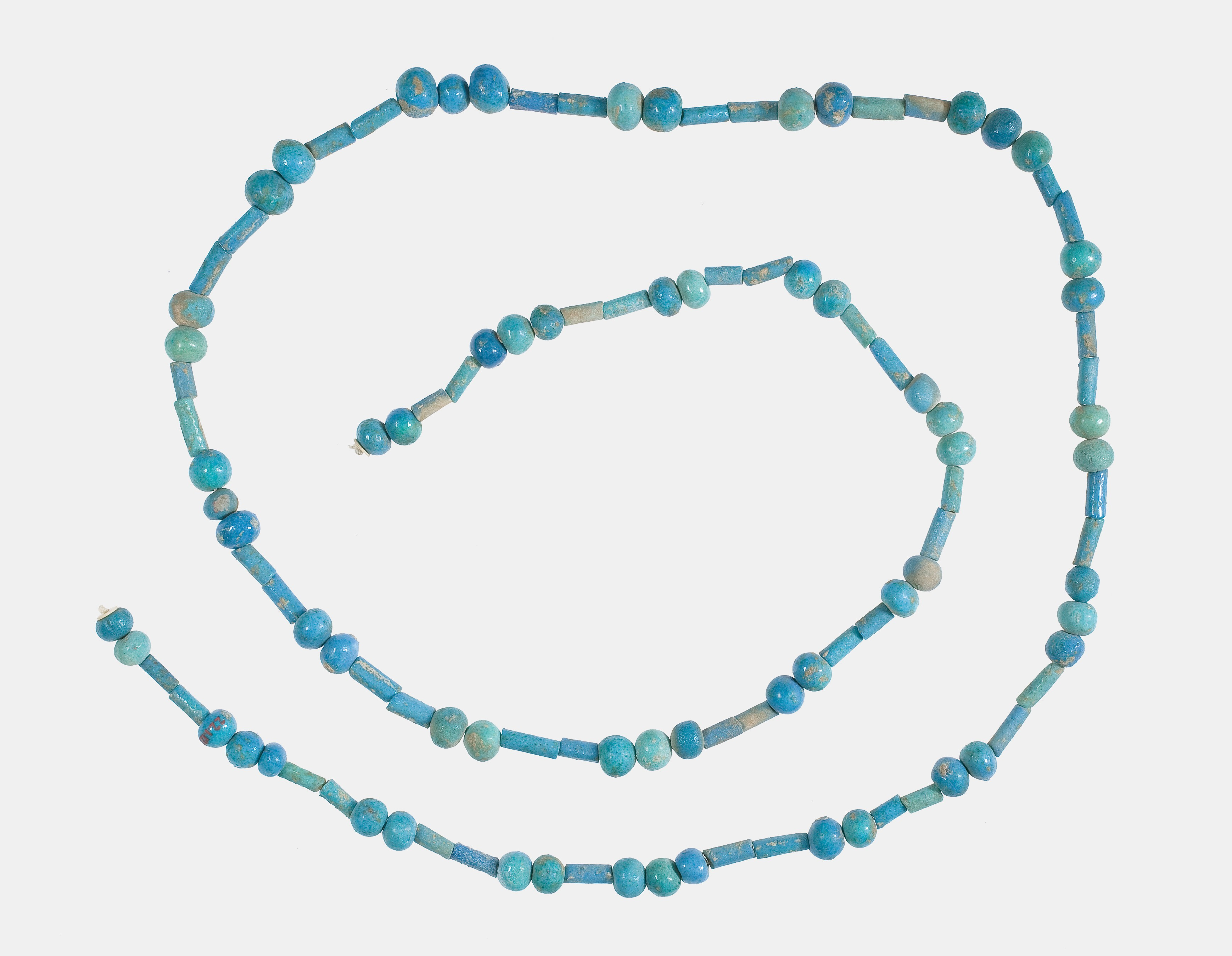
Un collar de chaquiras de loza de color cián del norte de Lisht, un poblado en la región memphita de Egipto, c. 1802-1450 a. C.

El arte de crear y utilizar chaquiras es antiguo. Chaquiras de concha de avestruz descubiertas en África pueden datarse mediante carbono en el año 10.000 a. C. Las chaquiras de loza, un tipo de cerámica creada mezclando arcilla en polvo, cal, soda y arena de sílice con agua para formar una pasta, luego moldeándola alrededor de un palo o pajita y cociendo para que endureciera, se utilizó notablemente en la joyería del antiguo Egipto desde la primera Dinastía (a inicios de la Edad del Bronce) en adelante. La loza y otras chaquiras de cerámica con revestimientos de cuarzo vitrificado son anteriores a las chaquiras de vidrio puro.
Las chaquiras y los trabajos creados con ellas se han encontrado en casi en todas partes del mundo antiguo, a menudo hechas de materiales disponibles localmente. Por ejemplo, los pueblos atabascos de Alaska utilizaban conchas de colmillo (moluscos escafópodos), que son naturalmente huecas, como chaquiras y las incorporaban en joyas muy elaboradas.
Históricamente, las chaquiras se han utilizado con fines religiosos, como talismanes de buena suerte, para el trueque y el comercio, y para el intercambio ritual.

## Confección moderna de chaquiras
La confección de chaquiras por joyeros, aficionados y artistas contemporáneos es común. Entre los artistas conocidos por utilizar chaquiras como medio artístico se encuentran Liza Lou, Ran Hwang, Hew Locke, Jeffery Gibson y Joyce J. Scott.
Algunas puntadas antiguas se han vuelto especialmente populares entre los artistas contemporáneos. La puntada de peyote, por ejemplo, se utiliza en los trabajos de chaquiras hechas por los miembros de la Iglesia nativa americana.
Las joyas hechas de chaquiras estuvieron muy extendidas y de moda en Ucrania occidental, lo que se debía al conocimiento de los artistas ucranianos de los logros artísticos de los países de Europa occidental, desde el siglo XVIII. Existía una moda para los productos artísticos hechos de chaquiras. La confección de chaquiras ucranianas modernas se utiliza en la confección de ropa, collares, pulseras, collares, collares-gerdanes, accesorios de vestir y artículos para el hogar como el pisanka.

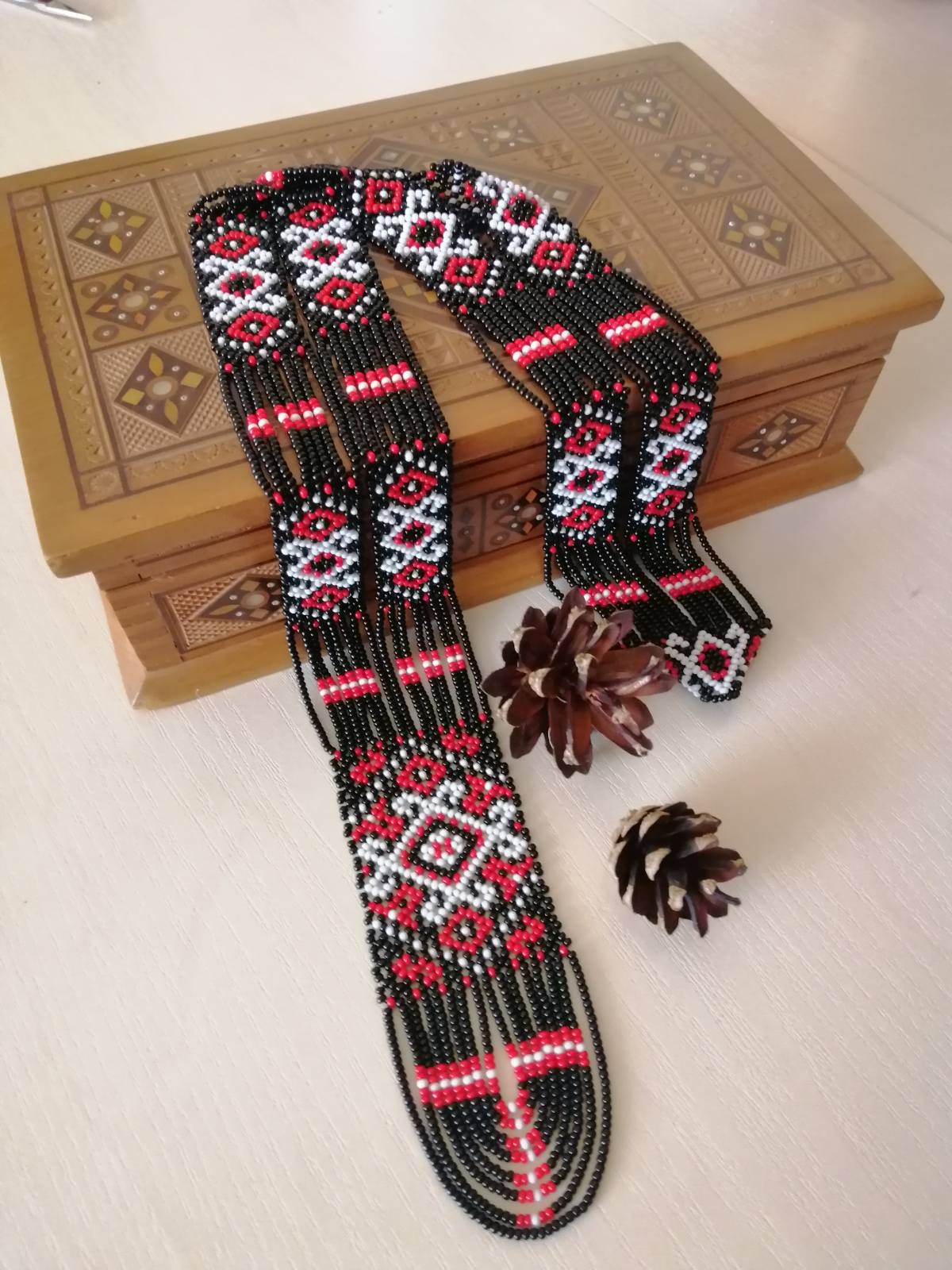
Collar-gerdan de mujer, elaborado con la técnica del tejido de chaquiras.

## Chaquiras europeas

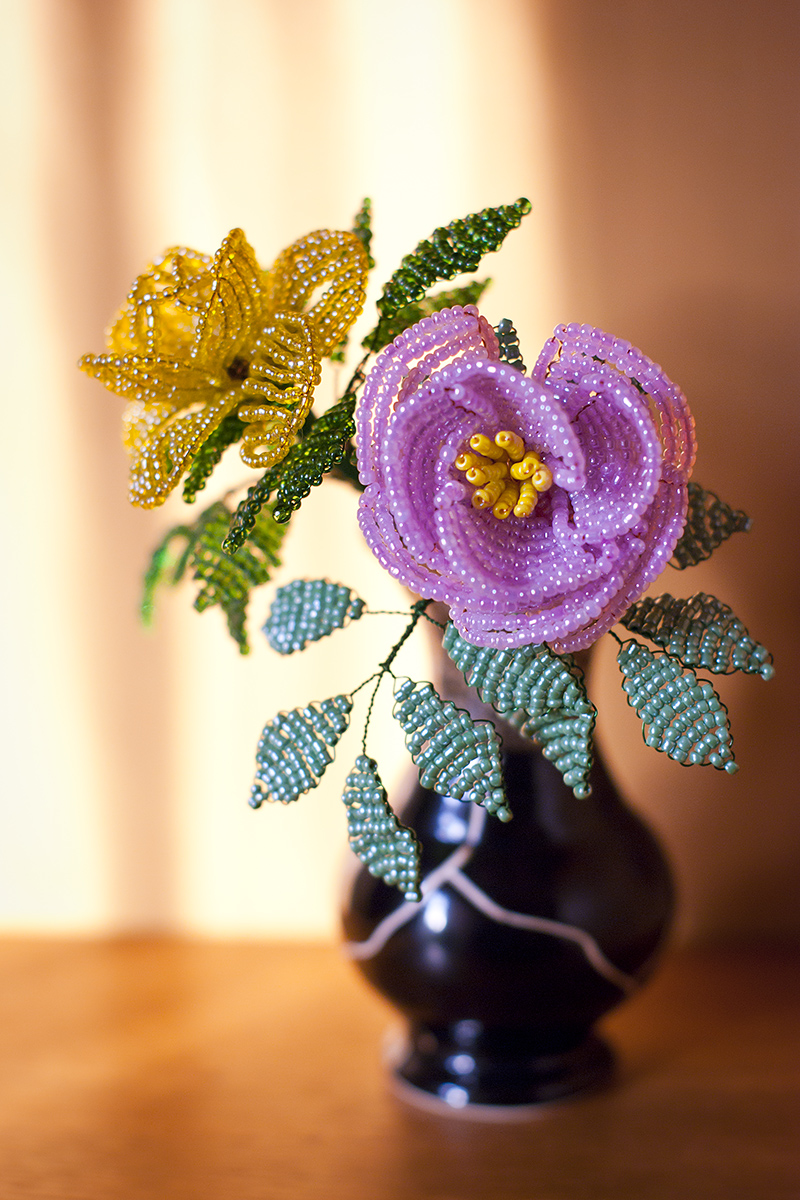
Flores confeccionadas con chaquiras amarillas hechas con la técnica de chaquiras francesa y las rosas con la técnica de chaquiras victorianas.

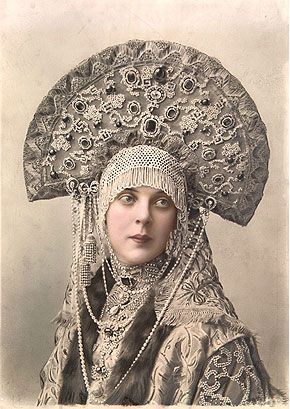
La condesa rusa Olga Orlova-Davydova vistiendo un kokoshnik con muchas chaquiras en un baile de disfraces del año 1903.

Las chaquiras en Europa, al igual que en Egipto y América, se remontan al uso de huesos y conchas como adornos entre los primeros humanos modernos. A medida que la fabricación de vidrio aumentó en popularidad durante la Edad Media, las chaquiras de vidrio comenzaron a aparecer ampliamente en bordados de chaquiras, collares de chaquiras y artículos similares.
En 1291, los artistas de Murano en Italia, habían comenzado a producir intrincadas  inspiradas en la cristalería veneciana . Con la llegada del vidrio de murano, los europeos comenzaron a producir chaquiras de semilla para bordado, crochet y otras técnicas, en su mayoría sin telar. Las chaquiras de semillas checas se encuentran entre los estilos de chaquiras contemporáneas más populares.
Una técnica de confección de chaquiras europeas son las chaquiras de flores "inmortales". En general, se acepta que los orígenes de la técnica, aunque confusos, se remontan al menos a varios siglos atrás, por lo menos al siglo XVI, si no al XIV. Se desarrollaron dos estilos principales: las chaquiras francesas, en el que el alambre sólo pasa por cada chaquira una vez y los alambres están dispuestos verticalmente, y las chaquiras victorianas (también llamado inglés o ruso), en el que los alambres pasan por cada chaquira dos veces y están dispuestos horizontalmente. A finales del siglo XIX y principios del XX, las flores con chaquiras se utilizaban para crear coronas funerarias duraderas, llamadas immortelles (Francés para "inmortales"). A mediados del siglo XX, el arte se introdujo en los Estados Unidos con la venta de kits de chaquiras florales. Entre los años 1960 y 1970, surgieron libros de diseñadores emergentes de flores con chaquiras.  En las décadas de 1990 y 2000, hubo otro resurgimiento del interés en la artesanía, ejemplificado, por ejemplo, por las coronas funerarias hechas para conmemorar a las víctimas de los ataques islamistas del 11 de septiembre. Las chaquiras son un componente central de la vestimenta tradicional de muchos pueblos europeos.
Los maestros ucranianos han desarrollado motivos exclusivamente nacionales en sus colecciones de chaquiras. Las obras de arte con chaquiras incluyen conjuntos de ropa, accesorios de vestir, adornos de ropa sacerdotal y artículos para el hogar. A principios del siglo XX se crearon talleres de bordado en el territorio de Galicia y Bukovyna, donde, además de tejer y bordar, se fabricaban joyas con chaquiras. La confección de chaquiras contemporáneas incluye: ropa, collares, pulseras, collares y accesorios de vestir como bolsos y carteras.
En el norte de Rusia, por ejemplo, el tocado Kokoshnik suele incluir una red de perlas de río alrededor de la frente, además del tradicional bordado con chaquiras.

## Chaquiras estadounidenses

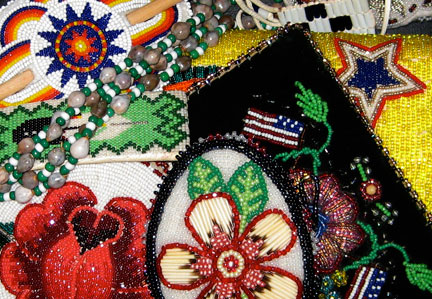
Ejemplos de chaquiras contemporáneas americanas

La confección de chaquiras de los pueblos nativos de Estados Unidos, ya establecido mediante el uso de materiales como conchas, dendritas, zarpas y huesos, evolucionó para incorporar chaquiras de vidrio cuando los europeos las trajeron a América a principios del siglo XVII.
Hoy en día, la confección de chaquiras por los nativos estadounidenses utiliza en gran medida pequeñas chaquira de vidrio, pero los artistas también continúan utilizando materiales tradicionales. Las conchas de Wampum, por ejemplo, son ceremoniales y políticamente importantes para una variedad de tribus indígenas de los bosques orientales y se utilizan para representar eventos importantes.
Se considera que varios artistas nativos estadounidenses de una amplia gama de naciones están a la vanguardia del trabajo moderno con chaquiras en los Estados Unidos. Estos artistas incluyen a Teri Greeves ( Kiowa, conocida por sus comentarios con chaquiras sobre los derechos de voto de los nativos ),  Marcus Amerman ( Choctaw, conocido por sus retratos realistas con chaquiras de personajes históricos y celebridades), y Jamie Okuma ( Luiseño - Shoshone-Bannock, conocido por sus muñecas hechas de chaquiras). 

### Tribus de los Grandes Lagos
Las monjas ursulinas de los Grandes Lagos introdujeron los patrones florales a las jóvenes indígenas, quienes rápidamente los aplicaron en la confección de chaquiras. Las mujeres ojibwe de la zona crearon bolsos de hombro profusamente decorados conocidos como gashkibidaagan (bolsos bandolera).

### Tribus de los bosques del este
Los pueblos innu, mi'kmaq, penobscot y haudenosaunee desarrollaron y son conocidos por sus motivos de volutas simétricas, con mayor frecuencia en chaquiras blancas. Las tribus de la Confederación Iroquesa practican la confección de chaquiras en relieve, donde los hilos se tensan para forzar las chaquiras en un bajorrelieve, lo que crea un efecto tridimensional.

### Tribus del sureste
Las tribus del sureste fueron pioneras en un estilo de confección de chaquiras que presenta imágenes con contornos blancos, una referencia visual a las conchas y perlas que los habitantes de la costa del sureste usaban antes del contacto con los europeos. Este estilo casi se perdió durante el sendero de las Lágrimas, ya que muchos artesanos de chaquiras murieron durante su traslado forzoso al territorio indio al oeste del río Mississippi . Sin embargo, Roger Amerman ( Choctaw, hermano de Marcus Amerman ) y Martha Berry ( Cherokee ) han revivido con éxito el estilo.

### Tribus de la sierra madre
Las comunidades huicholes de los estados mexicanos de Jalisco y Nayarit unen sus chaquiras a objetos y superficies de forma única, mediante el uso de una mezcla de resina y cera de abejas (en lugar de alambre o hilo encerado).

### Nación mestiza canadiense
Los métis o mestizos eran conocidos como la gente de las chaquiras de flores por los cree y dene debido a su cultura de coloridos bordados y chaquiras florales. A principios del siglo XIX, los observadores y viajeros europeos y euronorteamericanos notaron con frecuencia las intrincadas chaquiras que adornaban la ropa de los métis. Este tipo de chaquira, en particular con motivos florales, se ha convertido en uno de los símbolos más reconocibles de la cultura métis. Los artesanos métis emplearon técnicas de chaquiras de las Primeras Naciones junto con diseños florales influenciados por las monjas francocanadienses en las misiones católicas romanas . En la década de 1830, motivos florales vibrantes y realistas dominaban las creaciones métis de la región del Río Rojo . Las chaquiras adornaban casi todas las prendas tradicionales de los métis, desde mocasines a abrigos, cinturones y bolsos. La práctica del trabajo con chaquiras  se convirtió en una actividad económica vital para las mujeres y familias métis, que se extendió por generaciones y proporcionó expresión tanto personal como comercial. Organizaciones métis como el Instituto Louis Riel y el Instituto Gabriel Dumont promueven y preservan activamente las chaquiras tradicionales a través de talleres y recursos, asegurando su continuación dentro de la comunidad.

## Chaquiras africanas

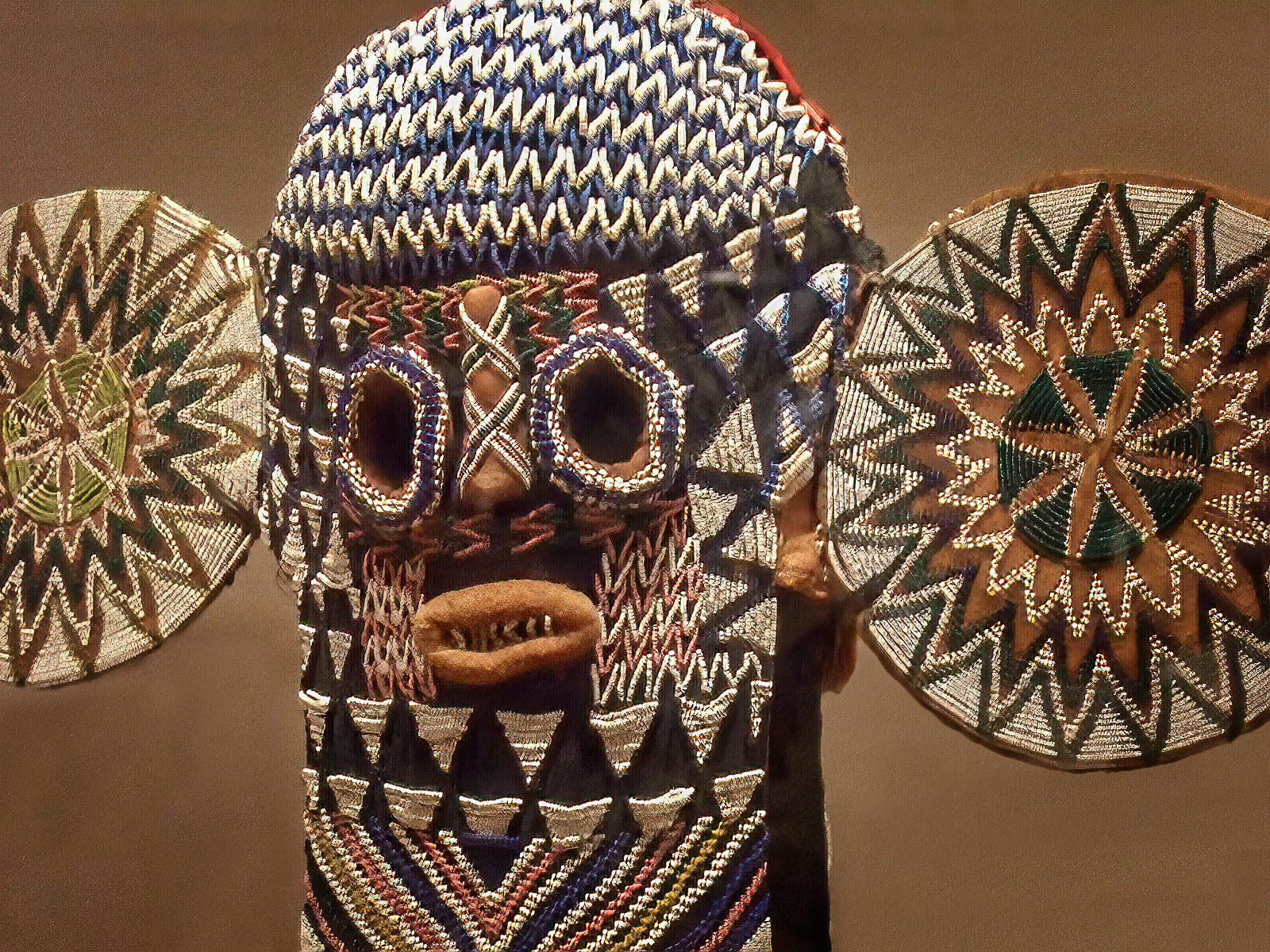
Una careta de elefante decorada con chaquiras de vidrio por el pueblo Bamileke en Bandjoun, Camerún c. 1910-1930

Varias naciones africanas fuera de Egipto tienen tradición de confección de chaquiras. Los ghaneses y otros pueblos africanos occidentales utilizan las chaquiras aggry (también escritas agri o agrey), un tipo de chaquiras de vidrio decoradas, para hacer collares y pulseras que pueden intercambiarse por otros productos. A menudo se cree que estas chaquiras tienen poderes medicinales mágicos de fertilidad. En Mauritania, las perlas de vidrio de Kiffa que representan una tradición de confección de chaquiras que puede remontarse al año 1200 d. C. Un grupo de mujeres está tratando de revitalizar este oficio después de que los últimos artesanos tradicionales de Kiffa fallecieran en la década de 1970. Las mujeres camerunesas son conocidas por elaborar esculturas de madera cubiertas con chaquiras.